# Paisjusz (Kuzniecow)
Paisjusz, imię świeckie Andriej Anatoljewicz Kuzniecow (ur. 22 sierpnia 1975 w Bachtinskim) – rosyjski biskup prawosławny.

## Życiorys
W latach 1990–1994 uczył się w szkole pedagogicznej w Orszance (republika Mari El), gdzie uzyskał kwalifikacje nauczyciela nauczania początkowego. Następnie przez dwa lata kierował szkołą niedzielną przy soborze Zaśnięcia Matki Bożej w Jarańsku. 1 marca 1996 w soborze Zaśnięcia Matki Bożej w Kirowie przyjął święcenia kapłańskie z rąk arcybiskupa wiackiego i słobodzkiego Chryzanta. Ten sam duchowny udzielił mu święceń kapłańskich 24 marca 1996. Przez pięć kolejnych lat służył w soborze Zaśnięcia Matki Bożej w Jarańsku. Następnie od 2001 do 2006 był proboszczem parafii Przemienienia Pańskiego w Matwinurze (obwód kirowski). W trybie zaocznym ukończył w 2007 seminarium duchowne w Moskwie. W tym samym roku otrzymał godność protoprezbitera. W 2011 uzyskał, także w trybie zaocznym, dyplom Moskiewskiej Akademii Duchownej. Od 2006 do 2012 kierował jako proboszcz parafią Zmartwychwstania Pańskiego w Tyży. W styczniu 2012 został przeniesiony do pracy duszpasterskiej w soborze Przemienienia Pańskiego w Kirowie, zaś w kwietniu tego samego roku powierzono mu funkcję dziekana I dekanatu wiackiego.
7 września 2012 złożył wieczyste śluby mnisze przed arcybiskupem wiackim i słobodzkim Markiem i przyjął imię Paisjusz na cześć św. Paisjusza Wieliczkowskiego. 4 października tego samego roku otrzymał nominację na biskupa jarańskiego i łuzskiego. W tym samym miesiącu został podniesiony do godności archimandryty. Jego chirotonia biskupia odbyła się 6 grudnia 2012 w soborze św. Aleksandra Newskiego w Jegoriewsku z udziałem konsekratorów: patriarchy moskiewskiego i całej Rusi Cyryla, metropolitów krutickiego i kołomieńskiego Juwenaliusza, sarańskiego i mordowskiego Warsonofiusza, wiackiego i słobodzkiego Marka, arcybiskupów możajskiego Grzegorza, widnowskiego Tichona, sierpuchowskiego Romana, emerytowanego arcybiskupa kałuskiego i borowskiego Ilianaoraz biskupów sołniecznogorskiego Sergiusza, bałaszyskiego Mikołaja i zarajskiego Konstantyna.